# Protium

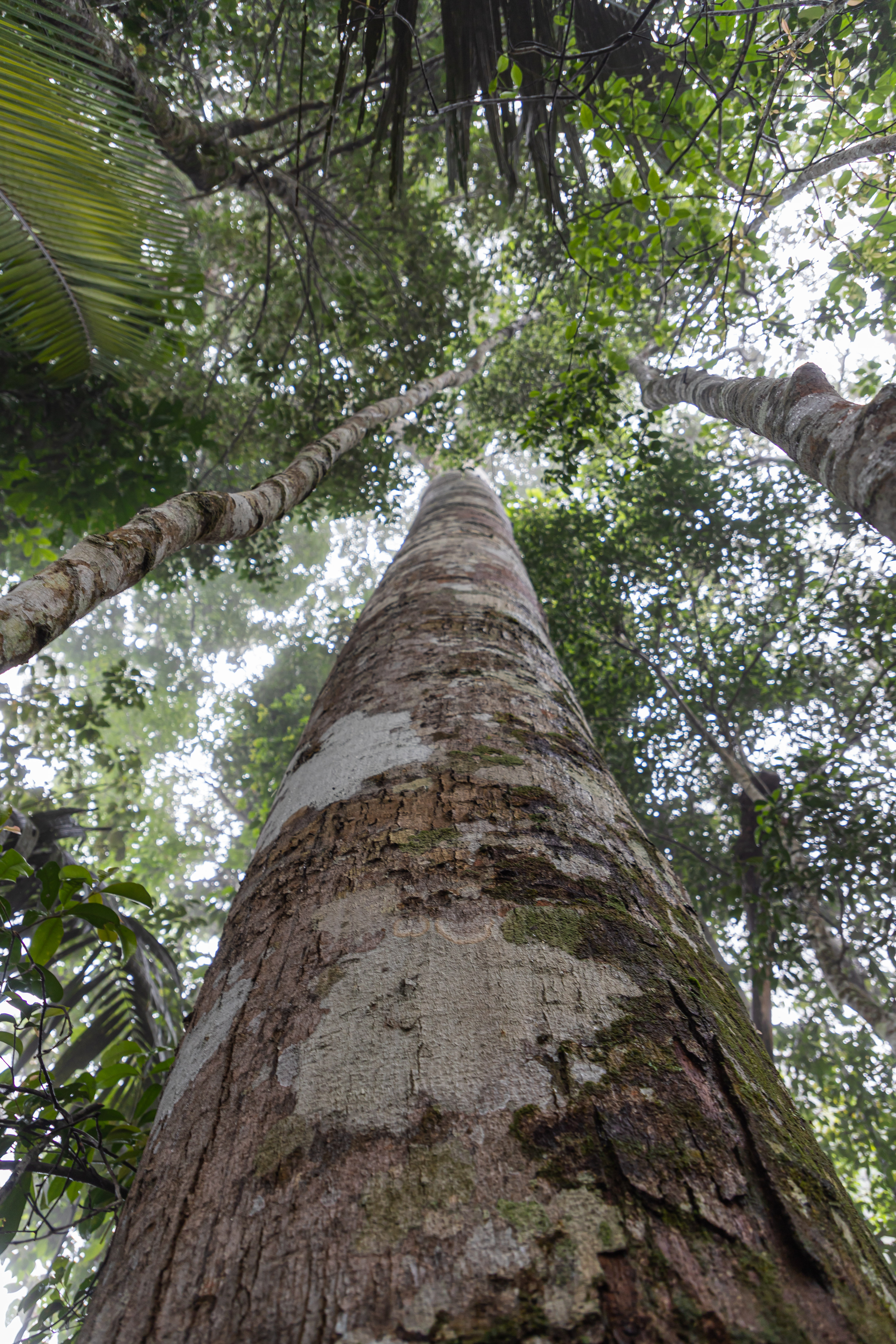
Protium grandifolium

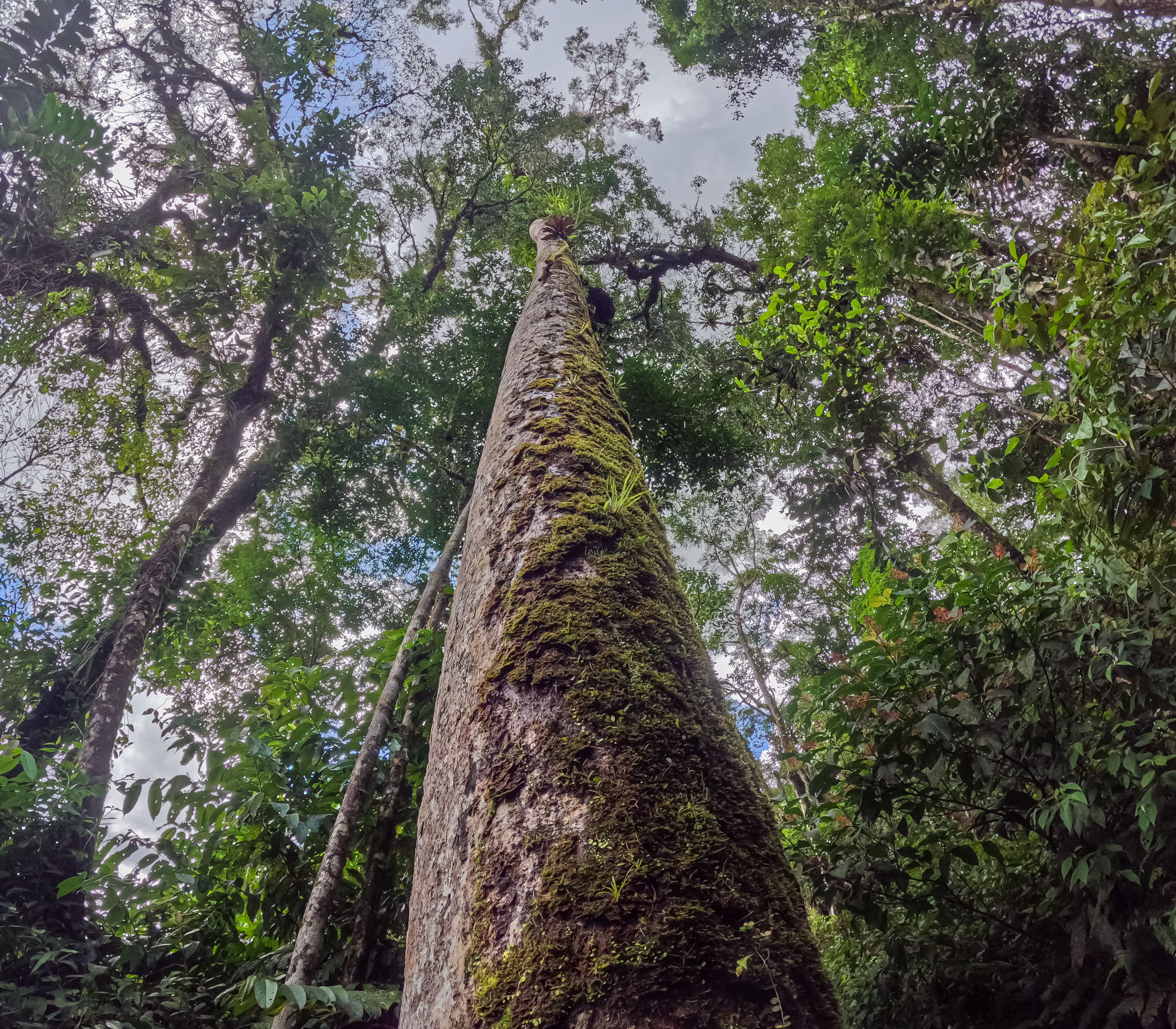
Protium aracouchini

Protium – rodzaj roślin z rodziny osoczynowatych. Należą tu 154 gatunki. Zasięg rodzaju obejmuje międzyzwrotnikową część kontynentów amerykańskich, Azji i Madagaskar. Największe zróżnicowanie gatunkowe jest na kontynentach amerykańskich (tylko w Peru występuje 38 gatunków z tego rodzaju). Rośliny wykorzystywane są jako źródło żywicy (istotnym jej źródłem są gatunki P. carana i P. heptaphyllum) oraz surowca drzewnego (ze względu na odporność i trwałość duże znaczenie ma drewno P. javanicum).

## Morfologia
PokrójDrzewa różnych rozmiarów, od niewielkich do okazałych, nierzadko z korzeniami szkarpowymi.
LiścieNieparzysto-pierzaste, naprzemianległe. Listki ogonkowe, całobrzegie lub piłkowane, czasem kolczasto zakończone.
KwiatyW szczytowych lub wyrastających w kątach liści wiechach. Są jednopłciowe, obupłciowe lub poligamiczne. Kielich kubeczkowaty lub dzwonkowaty, 4- lub 5-działkowy, z działkami w dużym stopniu zrośniętymi, po dojrzeniu odgiętymi. Działki są trwałe, ale nie powiększają się podczas owocowania. Płatki korony w liczbie 5, z wierzchołkiem odgiętym. Dno kwiatowe płaskie w kwiatach męskich i wgłębione w kwiatach żeńskich. Pręciki w liczbie co najmniej 2 × takiej jak liczba płatków, wolne, w kwiatach żeńskich zredukowane. Dysk miodnikowy mięsisty i gruby, w kwiatach męskich spłaszczony, w kwiatach żeńskich i obupłciowych kubeczkowaty lub w kształcie pierścienia. Zalążnia 4- lub 5-komorowa, naga lub owłosiona, kulista lub jajowata, zredukowana w kwiatach męskich. W każdej z komór rozwijają się dwa zalążki. Szyjka słupka jest krótka lub długa; zwieńczona główkowatym lub płytko 4- lub 5-płatowym znamieniem.
OwocePestkowce kulistawe lub jajowate, czasem spłaszczone, zawierające 4–5 (czasem bywa ich mniej) twardych pestek.

## Systematyka
Rodzaj z rodziny osoczynowatych Burseraceae Kunth, w obrębie najbliżej spokrewnione są rodzaje Crepidospermum i Tetragastris.
Wykaz gatunków
- Protium acrense Daly
- Protium aguilarii D.Santam.
- Protium aidanianum Daly
- Protium altissimum (Aubl.) Marchand
- Protium altsonii Sandwith
- Protium alvarezianum Daly & P.Fine
- Protium amazonicum (Cuatrec.) Daly
- Protium amplum Cuatrec.
- Protium apiculatum Swart
- Protium aracouchini (Aubl.) Marchand
- Protium araguense Cuatrec.
- Protium atlanticum (Daly) Byng & Christenh.
- Protium attenuatum (Rose) Urb.
- Protium bahianum Daly
- Protium balsamiferum (Sw.) Daly & P.Fine
- Protium bangii Swart
- Protium baracoense Bisse
- Protium beandou Marchand ex Engl.
- Protium boomii Daly
- Protium brasiliense Engl.
- Protium brenesii (Standl.) D.Santam.
- Protium breviacuminatum (Swart) Byng & Christenh.
- Protium buenaventurense Cuatrec.
- Protium calanense Cuatrec.
- Protium calendulinum Daly
- Protium carana (Humb.) Marchand
- Protium carnosum A.C.Sm.
- Protium carolense Daly
- Protium catuaba (Soares da Cunha) Daly & P.Fine
- Protium cerradicola Daly
- Protium chagrense (Pittier) Daly & P.Fine
- Protium colombianum Cuatrec.
- Protium confusum (Rose) Pittier
- Protium connarifolium (G.Perkins) Merr.
- Protium copal (Schltdl. & Cham.) Engl.
- Protium cordatum Huber
- Protium coriaceum Engl.
- Protium cornutum Daly
- Protium costaricense (Rose) Engl.
- Protium cranipyrenum Cuatrec.
- Protium crassipetalum Cuatrec.
- Protium crenatum Sandwith
- Protium cubense (Rose) Urb.
- Protium cundinamarcense Cuatrec.
- Protium cuneatum Swart
- Protium cuneifolium (Cuatrec.) Byng & Christenh.
- Protium dawsonii Cuatrec.
- Protium decandrum (Aubl.) Marchand
- Protium decorum Daly
- Protium demerarense Swart
- Protium divaricatum Engl.
- Protium ecuadorense Benoist
- Protium elegans Engl.
- Protium ferrugineum (Engl.) Engl.
- Protium fragrans (Rose) Urb.
- Protium gallicum Daly
- Protium gallosum Daly
- Protium giganteum Engl.
- Protium glabrescens Swart
- Protium glabrum (Rose) Engl.
- Protium glaucescens Urb.
- Protium glaucum J.F.Macbr.
- Protium glaziovii Swart
- Protium glomerulosum Cuatrec.
- Protium goudotianum (Tul.) Byng & Christenh.
- Protium grandifolium Engl.
- Protium guacayanum Cuatrec.
- Protium guianense (Aubl.) Marchand
- Protium hammelii D.Santam.
- Protium hebetatum Daly
- Protium heptaphyllum (Aubl.) Marchand
- Protium herbertii Daly & P.Fine
- Protium herisonii Daly
- Protium icicariba (DC.) Marchand
- Protium inodorum Daly
- Protium insigne (Triana & Planch.) Engl.
- Protium inversum Daly & Pankevich
- Protium javanicum Burm.f.
- Protium kleinii Cuatrec.
- Protium klugii J.F.Macbr.
- Protium krukoffii Swart
- Protium laxiflorum Engl.
- Protium leptostachyum Cuatrec.
- Protium llanorum Cuatrec.
- Protium macgregorii (F.M.Bailey) Leenh.
- Protium macrocarpum Cuatrec.
- Protium macrophyllum (Kunth) Engl.
- Protium macrosepalum Swart
- Protium madagascariense Engl.
- Protium maestrense Bisse
- Protium mcleodii I.M.Johnst.
- Protium melinonis Engl.
- Protium meridionale Swart
- Protium minutiflorum Cuatrec.
- Protium montanum Swart
- Protium morii Daly
- Protium mucronatum Rusby
- Protium multijugum (Swart) Byng & Christenh.
- Protium multiramiflorum Lundell
- Protium nervosum Cuatrec.
- Protium nitidifolium (Cuatrec.) Daly
- Protium nodulosum Swart
- Protium obtusifolium (Lam.) Marchand
- Protium occhionii Rizzini
- Protium occultum Daly
- Protium opacum Swart
- Protium ovatum Engl.
- Protium oxapampae Daly & Reynel
- Protium pallidum Cuatrec.
- Protium panamense (Rose) I.M.Johnst.
- Protium paniculatum Engl.
- Protium pecuniosum Daly
- Protium peruvianum Swart
- Protium pilosellum Swart
- Protium pilosissimum Engl.
- Protium pilosum (Cuatrec.) Daly
- Protium pittieri (Rose) Engl.
- Protium plagiocarpium Benoist
- Protium polybotryum Engl.
- Protium prancei (Daly) Byng & Christenh.
- Protium pristifolium Daly
- Protium ptarianum Steyerm.
- Protium pullei Swart
- Protium puncticulatum J.F.Macbr.
- Protium ravenii D.M.Porter
- Protium reticulatum (Engl.) Endl.
- Protium retusum Daly
- Protium rhoifolium (Benth.) Byng & Christenh.
- Protium rhynchophyllum (Rusby) Daly
- Protium robustum (Swart) D.M.Porter
- Protium rubrum Cuatrec.
- Protium sagotianum Marchand
- Protium santamariae Perdiz, Daly & P.Fine
- Protium serratum (Wall. ex Colebr.) Engl.
- Protium spruceanum (Benth.) Engl.
- Protium stevensonii (Standl.) Daly
- Protium strumosum Daly
- Protium subacuminatum Swart
- Protium subserratum (Engl.) Engl.
- Protium surinamense Byng & Christenh.
- Protium tenuifolium (Engl.) Engl.
- Protium tonkinense (Guillaumin) Engl.
- Protium tonyanum Daly
- Protium tovarense Pittier
- Protium trifoliolatum Engl.
- Protium unifoliolatum Engl.
- Protium urophyllidium Daly
- Protium varians (Little) Byng & Christenh.
- Protium veneralense Cuatrec.
- Protium vestitum (Cuatrec.) Daly
- Protium warmingianum Marchand
- Protium widgrenii Engl.
- Protium yanachagae Daly
- Protium yunnanense (Hu) Kalkman